# Horodnia
Horodnia (en ukrainien : Городня) ou Gorodnia (en russe : Городня) est une ville de l'oblast de Tchernihiv, en Ukraine, et le centre administratif du raïon de Horodnia. Sa population s'élève à 11 240 habitants en 2023.

## Géographie
Horodnia est située à 48 km au nord-est de Tchernihiv et à 179 km au nord-est de Kiev.

## Histoire
La fondation de la ville remonte au XVIe siècle. En 1923, Horodnia devient un centre administratif de raïon. En 1957, elle reçoit le statut de ville. À l'époque soviétique, Horodnia connaît un important développement de ses infrastructures en raison de l'activité d'une base des forces aériennes soviétiques, située à un kilomètre à l'est de la ville.
Horodnia fut contrôlée par les forces armées russes, à la suite de la guerre russo-ukrainienne.
Le 2 avril 2022, les forces ukrainiennes reprennent le contrôle d’Horodnia, à la suite du retrait des troupes russes dans le nord de l'Ukraine.

## Population
Recensements (*) ou estimations de la population :
| 1897* | 1923* | 1926* | 1959* | 1970* | 1979*  |
| ----- | ----- | ----- | ----- | ----- | ------ |
| 4 310 | 5 884 | 4 971 | 8 842 | 9 784 | 11 941 |

| 1989*  | 2001*  | 2011   | 2012   | 2013   | 2014   |
| ------ | ------ | ------ | ------ | ------ | ------ |
| 15 092 | 14 043 | 12 766 | 12 616 | 12 558 | 12 431 |

| 2015   | 2016   | 2017   | 2018   | 2019   | - |
| ------ | ------ | ------ | ------ | ------ | - |
| 12 356 | 12 273 | 12 292 | 12 227 | 12 028 | - |